# Municipio de Milo (Illinois)
El municipio de Milo (en inglés: Milo Township) es un municipio ubicado en el condado de Bureau en el estado estadounidense de Illinois. En el año 2010 tenía una población de 207 habitantes y una densidad poblacional de 2,28 personas por km².

## Geografía
Según la Oficina del Censo de los Estados Unidos, el municipio tiene una superficie total de 90.63 km², de la cual 90,61 km² corresponden a tierra firme y (0,03 %) 0,03 km² es agua.

## Demografía
Según el censo de 2010, había 207 personas residiendo en el municipio de Milo. La densidad de población era de 2,28 hab./km². De los 207 habitantes, el municipio de Milo estaba compuesto por el 100 % blancos. Del total de la población el 1,93 % eran hispanos o latinos de cualquier raza.